# José Manuel Galdames
José Manuel Galdames Ibáñez (Barakaldo, 15 giugno 1970) è un ex calciatore spagnolo.

## Carriera

### Club
Cresce calcisticamente con l'Athletic Bilbao, società con cui esordisce con la squadra riserve nella stagione 1988-1989. Dopo tre anni debutta con la prima squadra, l'8 gennaio 1992 nella gara Real Betis-Athletic (1-1) della Primera División spagnola.
Con i baschi milita per quattro stagioni, passando al Compostela prima in prestito e poi in modo definitivo, con cui disputa altri due campionati nella Liga.
Nel 1997-1998 si trasferisce in Francia al Tolosa dove milita tre annate, al termine delle quali si accasa all'Eibar, dove conclude la carriera nel 2002.